# 玲玲 (演員)
玲玲（1935年—1990年），臺灣女演員，本名郭淑英，以台語片中的喜感演出著稱。因身形壯碩，觀眾多半以台語稱呼她為大箍玲玲（亦寫作大胖玲玲）。

## 生平
玲玲生於臺北，早年勤練歌藝，戰後加入三重中華廣播電台擔任播音員，常演出廣播劇，還灌錄過百餘張笑劇唱片。據她當時的同事金塗回憶，玲玲聲音甜美，聽眾常以為她的外貌也很嬌俏，直到見到本人，才知並非如此。
1955年，玲玲開始接拍台語片，體重超過八十公斤的她常與瘦小的矮仔財搭檔演出喜劇，兩人和戽斗是台語片熱潮中的鐵三角卡司。1970年台語片沒落，三人在侯世宏引薦下，進中視當基本演員。
1976年12月，玲玲與本名吳東如的演員小林（亦曾以吳彬、韋弘為藝名）結婚。
1989年，玲玲自中視退休。雖然她從1971年即患有糖尿病，但她經濟狀況尚可，晚年還常接濟老搭檔矮仔才與戽斗。1990年2月12日因心臟病與胃出血併發急性心肺衰竭去世，遺有三個女兒。

## 演出作品

### 電影
- 白賊七續集（1962）
- 高雄發的尾班車（1963）...小玲
- 牛伯伯（1963）
- 台北發的早車（1964）
- 真假情婦（1965）
- 悲情鴛鴦夢（1965）
- 意難忘（1966）
- 此恨綿綿何時了（1968）
- 張帝找阿珠（1969）
- 新娘與我（1969）
- 小翠（1970）
- 小人物出頭記（1971）
- 雙面女煞星（1973）
- 拳影（1973）
- 小紅娘（1973）
- 迷霧疑雲（1974）
- 糊塗大偵探（1975）
- 神出鬼沒女煞星（1975）
- 人比人笑死人（1975）
- 花飛花舞春滿城（1980）
- 一線兩星大進擊（1982）

### 電視劇
- 釋迦傳（1974）
- 怪俠乞丐婆（1974）
- 怪影淚痕（1974）
- 破棉被（1974）
- 水蛙緣（1974）
- 糊塗女探長（1974）
- 八千金（1974）
- 南海怪鏢客（1974）
- 飛天三輪車（1974）
- 歡喜做新娘（1974）
- 良心賊（1974）
- 何日君再來（1974）
- 恨你一人（1974）
- 賊性入骨（1974）
- 黑寡婦（1974）
- 太空女與地球紳士（1974）
- 大嬸婆遊台北（1974）
- 一斤16兩（1975）
- 美滿夫妻（1975）
- 吹牛大王（1976）
- 十千金（1975）
- 趙俊風（1975）
- 飛賊黑衣女（1978）
- 天黑黑要落雨（1979）

## 外部連結
- 玲玲在互联网电影资料库（IMDb）上的資料（英文）
- 玲玲在香港影庫上的簡介